# 陳卓
陳 卓（ちん たく、230年代 - 320年代）は、中国三国時代の呉・西晋・東晋の政治家・天文学家。

## 生涯
若い時には呉で太史令を務め、呉の滅亡の後は洛陽に赴き、西晋でも太史令を務めた。西晋滅亡後は再び建康に戻り、東晋でも再々度の太史令に任じられ、在官のまま高齢で無くなったという。
天文学と星占いが得意で、著書を多く残した。著書には『天文集占』、『四方宿占』、『天官星占』、『甘・石・巫賢三家星官』、『五星占』、『五星出度分記』、『陳卓分野』、『渾天論』などがあり、その中の『甘・石・巫賢三家星官』は三垣二十八宿に整理され、明代末期まで使用されていた。また、『全天星図』にて全天の1464星を記載している。